# Maison de Bourbon-Parme
La maison de Bourbon-Parme (italien : Casa di Borbone di Parma) est une branche cadette italienne de la maison de Bourbon ayant régné sur les duchés de Parme et Plaisance, de Guastalla et de Lucques ainsi que sur le royaume d'Étrurie. Issue de la famille royale française des Capétiens en ligne masculine et légitime et héritière de la dynastie des Farnèse, la maison de Bourbon-Parme a également donné plusieurs souveraines aux pays de l’Europe catholique et orthodoxe, et elle règne actuellement sur le grand-duché de Luxembourg depuis 1964.

## Histoire de la maison

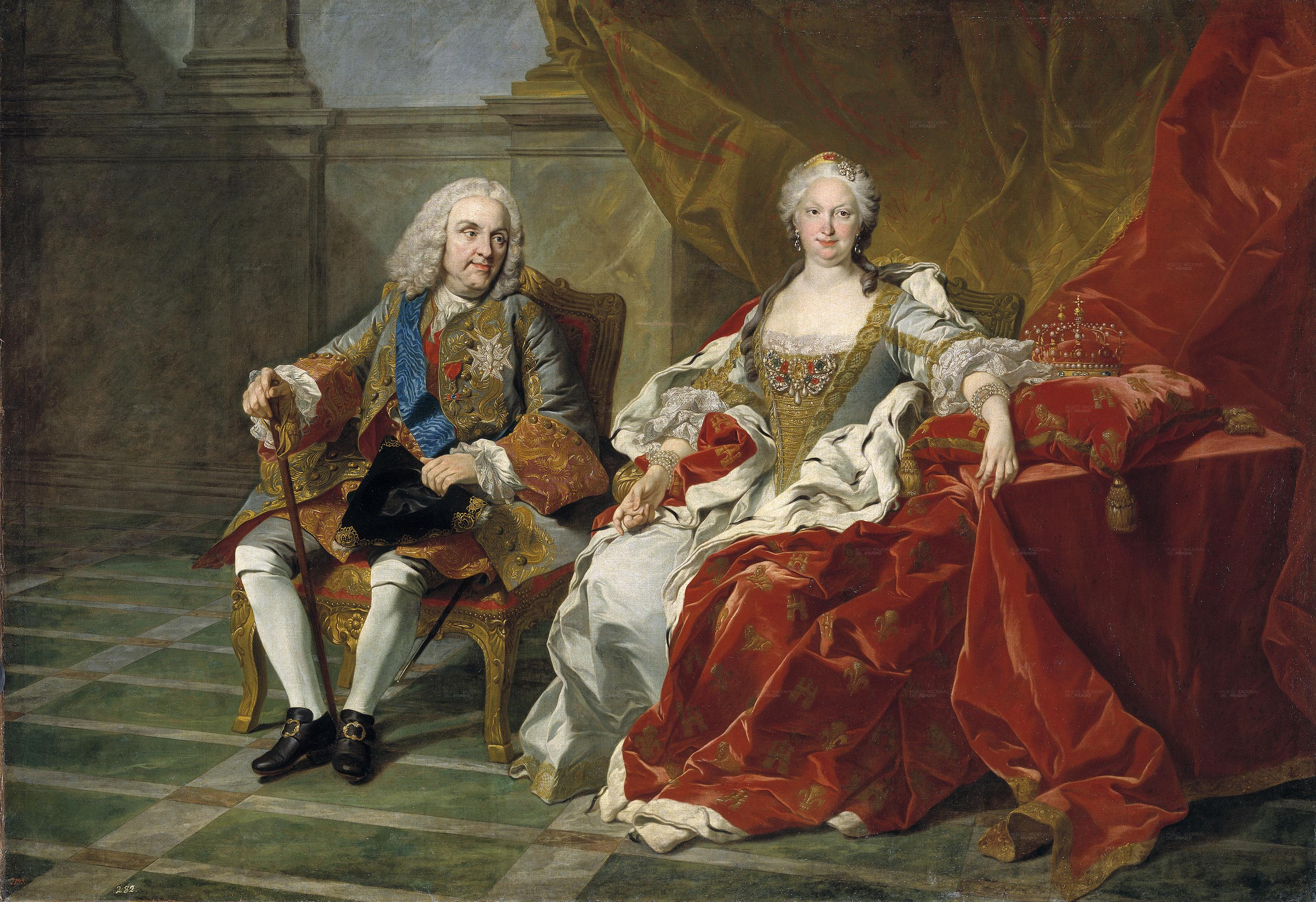
Le roi Philippe V d'Espagne et son épouse Élisabeth de Parme.

Issue du mariage du roi Philippe V d'Espagne avec la princesse Élisabeth de Parme, dernière représentante de la dynastie des Farnèse, la maison de Bourbon-Parme est un rameau cadet de la branche espagnole de la maison capétienne de Bourbon.
Créée par les ducs Charles Ier (fils aîné de Philippe V et Elisabeth de Parme-Farnèse) et Philippe Ier de Parme (son frère cadet, fils puîné de Philippe et Elisabeth), la maison de Bourbon-Parme a été véritablement fondée en 1748. Malmenée pendant la Révolution et l'Empire, elle s'est alors vu confisquer ses États après avoir reçu la dignité royale en Étrurie. Après le congrès de Vienne de 1815, le duché de Parme est confié à l'ex-impératrice Marie-Louise et les Bourbon-Parme reçoivent, en compensation de la perte de leurs domaines, le duché de Lucques.
Restaurée à Parme en 1847, la maison est définitivement dépouillée de ses états italiens avec le Risorgimento, en 1860. Les Bourbon-Parme conservent cependant leur place au sein du gotha européen et de fréquentes alliances matrimoniales continuent à les unir aux dynasties souveraines catholiques (et orthodoxes) d'Europe.
Lourdement divisée après la mort du dernier duc souverain Robert Ier, en 1907, et plus encore après la Première Guerre mondiale, la maison de Bourbon-Parme voit plusieurs de ses membres s'impliquer dans la vie politique européenne. Alors que la branche aînée continue à revendiquer ses droits sur le duché de Parme, une branche cadette prend la tête du mouvement carliste espagnol tandis qu'une autre arrive à la tête du Luxembourg en épousant la grande-duchesse Charlotte.
Un temps réunifiée en 1974, la maison de Bourbon-Parme est à nouveau divisée en deux branches opposées depuis 1977. À la mort de François-Xavier, duc Parme, ses deux fils prétendent en effet lui succéder à la tête de la communion traditionaliste.

## Chefs de la maison

### Ducs souverains de Parme

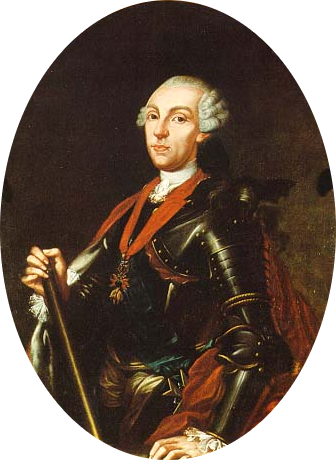
Philippe Ier, duc de Parme

- Charles Ier de Parme (1731-1735), futur Charles III d'Espagne
- Philippe Ier de Parme (1748-1765), son frère cadet
- Ferdinand Ier de Parme (1765-1802), son fils

### Rois d'Étrurie
- Louis Ier d'Étrurie (1801-1803), son fils
- Louis II d'Étrurie (1803-1807), son fils (alias Charles-Louis de Lucques et Charles II de Parme ci-après)

### Duc souverain de Lucques
- Marie-Louise de Lucques (1815-1824), veuve de Louis Ier
- Charles-Louis de Lucques (1824-1847), leur fils

### Ducs souverains de Parme
- Charles II de Parme (1847-1849) (alias Louis II et Charles-Louis ci-dessus ; il accède au trône de Parme à la mort de l'impératrice Marie-Louise)
- Charles III de Parme (1849-1854), son fils
- Robert Ier de Parme (1854-1860), son fils

### Ducs titulaires de Parme
- Robert Ier de Parme (1860-1907)
- Henri de Bourbon-Parme (it) (1907-1939), son fils
- Joseph de Bourbon-Parme (1939-1950), son frère
- Élie de Bourbon-Parme (1950-1959), son frère
- Robert (II) de Bourbon-Parme (1959-1974), son fils

### Prétendants carlistes
- François-Xavier de Bourbon-Parme, prétendant carliste au trône d'Espagne (1936-1977), oncle de Robert (II) et fils de Robert Ier
- Sixte-Henri de Bourbon-Parme, son fils cadet, prétendant carliste traditionaliste au trône d'Espagne et à celui de France (depuis 1977)

### Ducs titulaires de Parme et prétendants carlistes
- François-Xavier de Bourbon-Parme (1974-1977), ci-dessus
- Charles-Hugues de Bourbon-Parme (1977-2010), son fils aîné, prétendant carliste jusqu'en 1978
- Charles-Xavier de Bourbon-Parme (depuis 2010), son fils

## Grands-ducs de Luxembourg

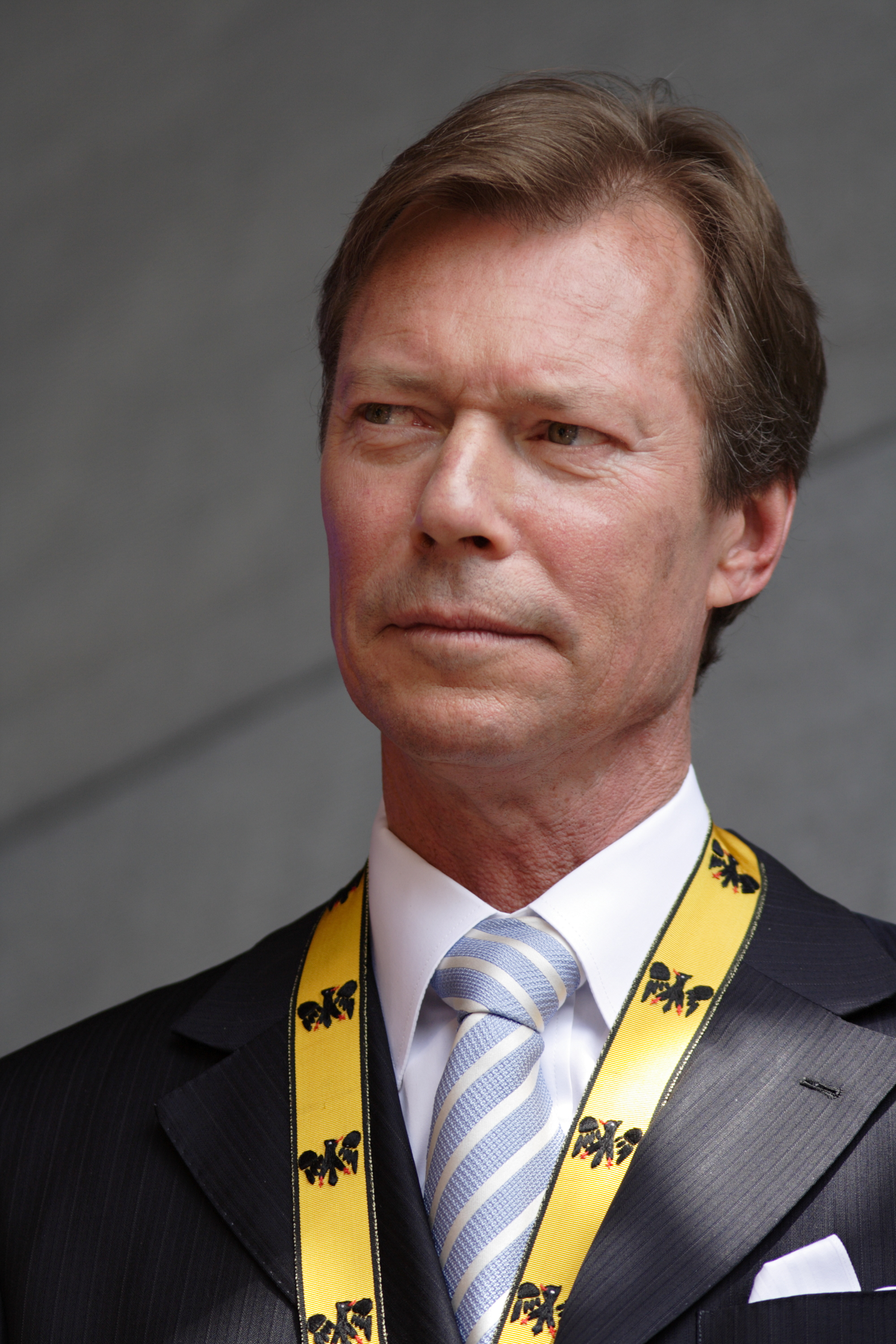
Henri, grand-duc de Luxembourg.

- Jean (1964-2000), petit-fils de Robert Ier par son père Félix
- Henri (depuis 2000), son fils

## Consorts issus de la maison
- Zita de Bourbon-Parme, impératrice d'Autriche et reine de Hongrie (1916-1918), fille de Robert Ier
- Marie-Louise de Bourbon-Parme, reine d'Espagne (1788-1808), fille de Philippe Ier
- Marie-Louise de Bourbon-Parme, princesse de Bulgarie (1893-1899), fille de Robert Ier
- Félix de Bourbon-Parme, prince de Luxembourg (1919-1964), fils de Robert Ier
- Alix de Luxembourg, fille du précédent, épouse d'Antoine de Ligne (1929-2019)
- Anne de Bourbon-Parme, petite-fille de Robert Ier par son père René, épouse de Michel Ier (1923-2016), dernier roi de Roumanie
- Alice de Bourbon-Parme, fille de Charles III, épouse de Ferdinand IV de Toscane (1849-1935).
- Marguerite de Bourbon-Parme, fille de Charles III, épouse de Charles de Bourbon, duc de Madrid et prétendant légitimiste au trône de France (1847-1893).

## Autres personnalités
- Amélie de Bourbon Parme, arrière-petite-fille de Robert Ier par son père, Michel de Bourbon-Parme, sœur de Charles-Emmanuel de Bourbon-Parme, écrivaine et épouse d'Igor Bogdanoff ;
- Isabelle de Bourbon-Parme, première épouse du futur empereur Joseph II du Saint-Empire ;
- Marie-Thérèse de Bourbon-Parme, comtesse de Poblet, fille de François-Xavier. Surnommée la « princesse rouge ». Enseignante de droit constitutionnel à l'université Complutense de Madrid ;
- Michel de Bourbon-Parme, militaire et coureur automobile, petit-fils de Robert Ier par son père, René ;
- Sixte de Bourbon-Parme, militaire et figure centrale de l'« affaire Sixte », fils de Robert Ier ;
- Charles-Emmanuel de Bourbon-Parme, fils de Michel de Bourbon-Parme.

## Généalogie de la famille de Bourbon-Parme

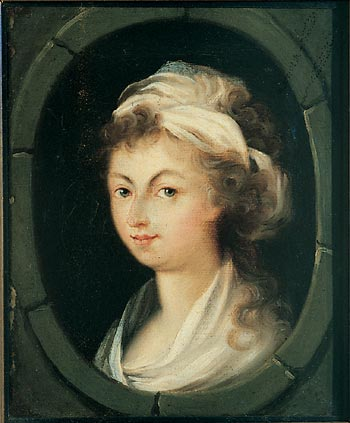
Portrait de Marie Antoinette de Bourbon-Parme (1774-1841), fille de Ferdinando Ier, Duc de Parme.